# Rosaleda del Real jardín botánico de Madrid
De Rosaleda del Real jardín botánico de Madrid (Rozentuin van de Koninktijke botanische tuin van Madrid) is een rozentuin van 2.000 m² binnen de Koninklijke botanische tuin van Madrid (Spanje). De rozentuin bevat een collectie oude rozen waar exemplaren van alle botanische secties van het geslacht Rosa te vinden zijn. Hieronder bevinden zich veel van de rozen die later werden gebruikt om nieuwe variëteiten te kweken. De publieke ingang van de botanische tuin bevindt zich op de Plaza de Murillo, naast het Prado Museum.

## Beschrijving
Van de geometrisch ontworpen botanische tuin beslaat de rozentuin vier vierkante vakken (vakken C7, C8, C9 en C10). De rozencollectie bestaat uit meer dan 340 verschillende soorten, variëteiten en hybriden. Alle rozen zijn gelabeld met de naam van de roos en, indien bekend, de naam van de veredelaar en het jaar waarin de roos werd gekweekt. De sectie waartoe ze behoren wordt ook vermeld, en voor cultivars ook de Groep. De hoofdbloei is in mei, met uitzondering van de rozen uit de sectie Banksianae die al in maart en april bloeien en die uit de sectie Carolinae die pas begin juni beginnen te bloeien.

## Geschiedenis
De rozentuin is ontstaan uit een collectie oude rozen die in 1977 werd geschonken door Doña Blanca de Urquijo (1924 - 1997). Ter herinnering hieraan is er een bronzen plaquette gewijd aan Doña Blanca Urquijo in de rozentuin.
De botanische tuin had zelf al enkele rozenstruiken, die ook werden toegevoegd aan de rozentuin. In de loop der tijd is de collectie verder uitgebreid met exemplaren uit andere collecties
en met rozen uit de rozentuin van het Parque del Oeste. Een verzameling wilde rozen van het Iberisch Schiereiland is ook toegevoegd aan de rozentuin.

## Afbeeldingen
De volgende afbeeldingen tonen enkele rozen uit de rozentuin:

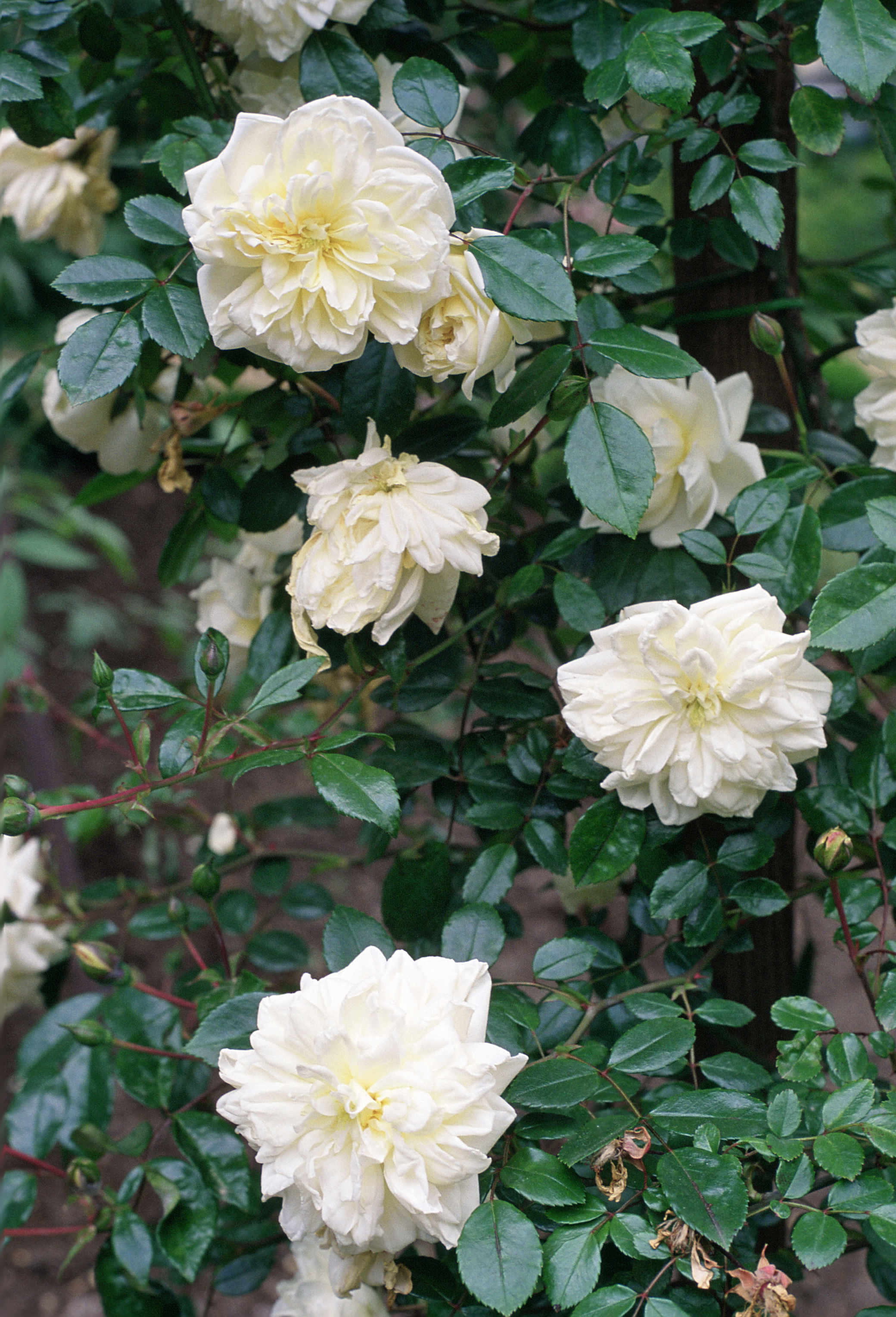
'Albéric Barbier' (Barbier, 1900)
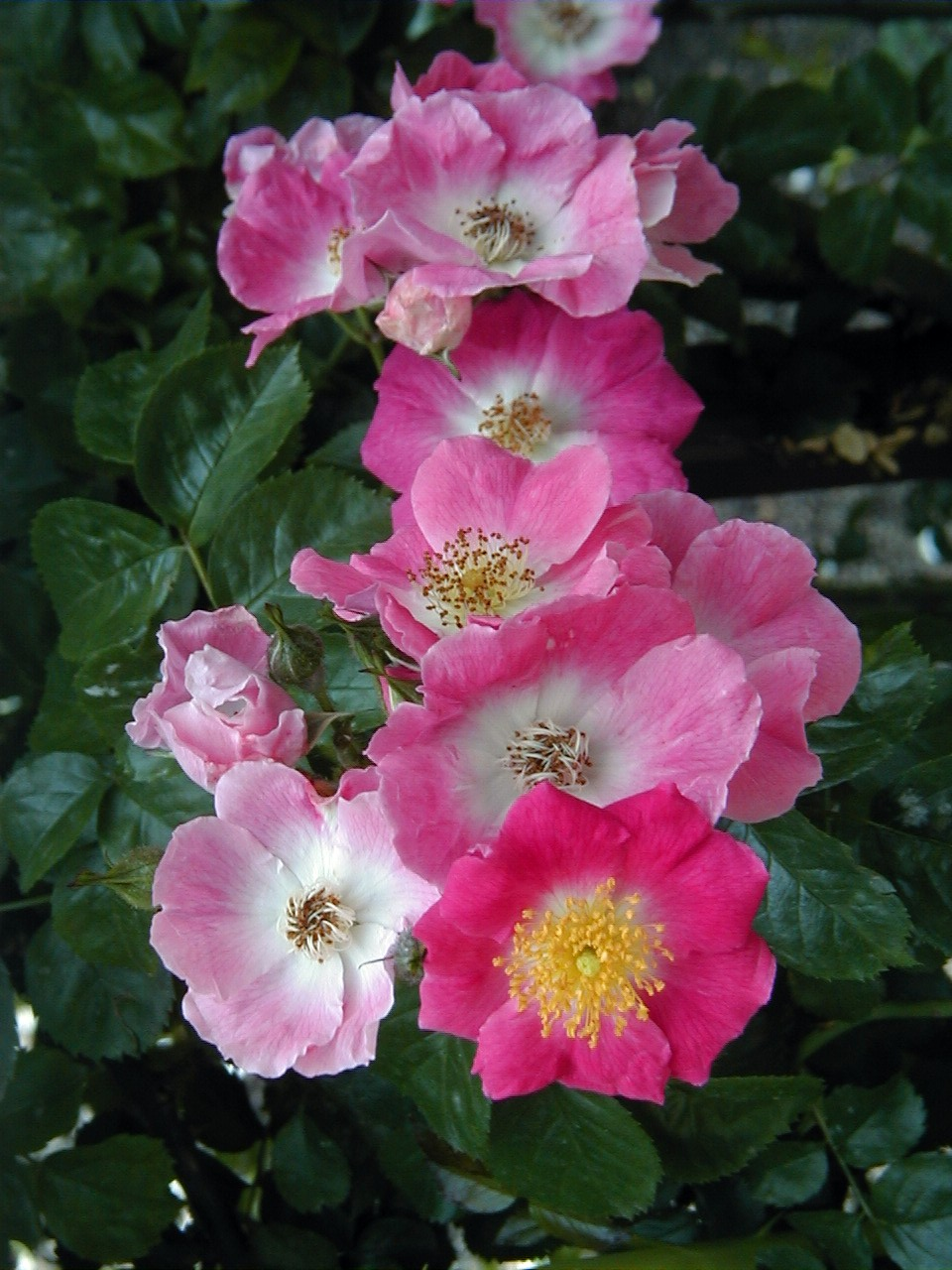
'American Pillar' (Van Fleet, 1902)
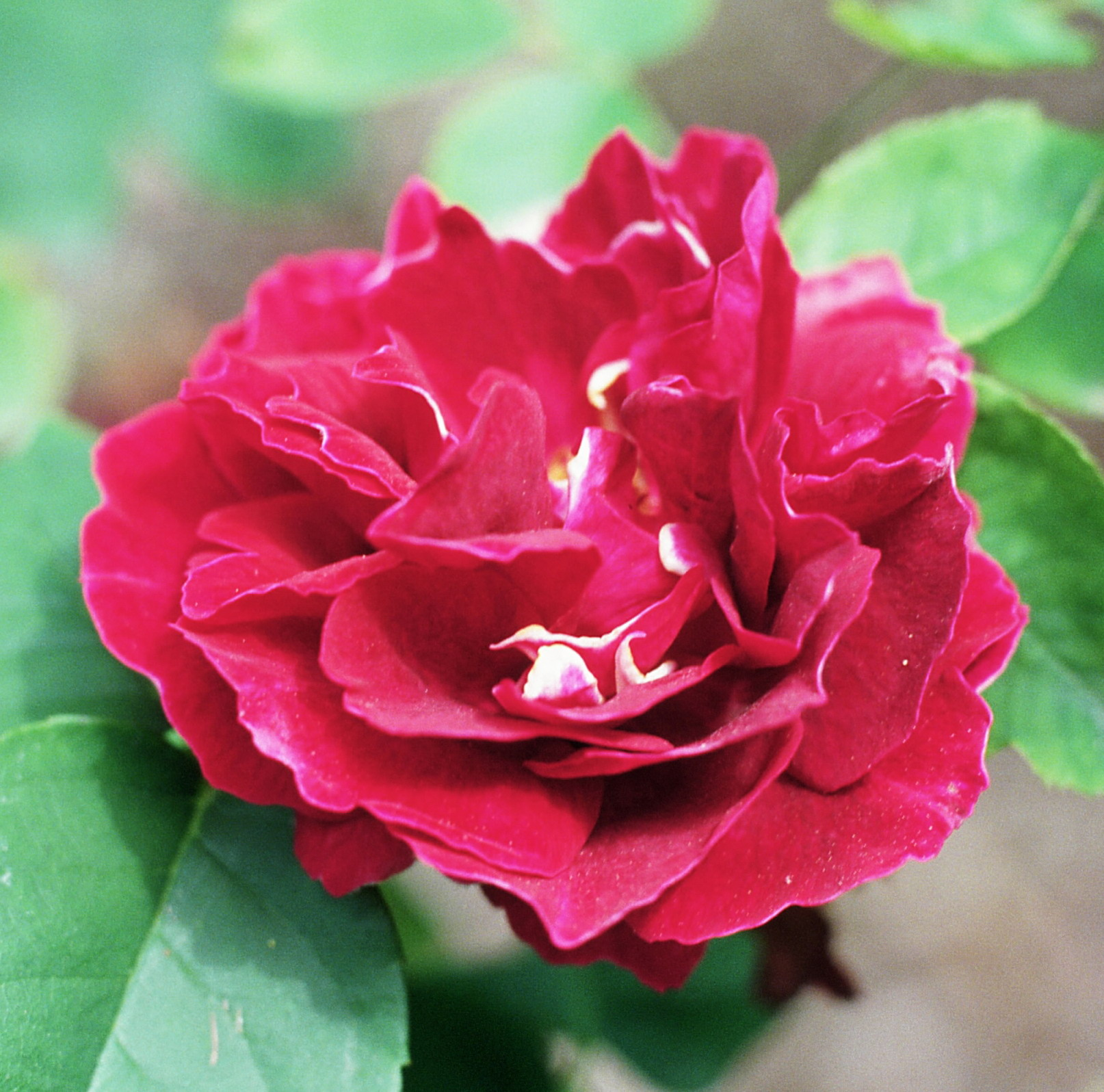
'Baron Girod de l'Ain' (Reverchon, 1897)
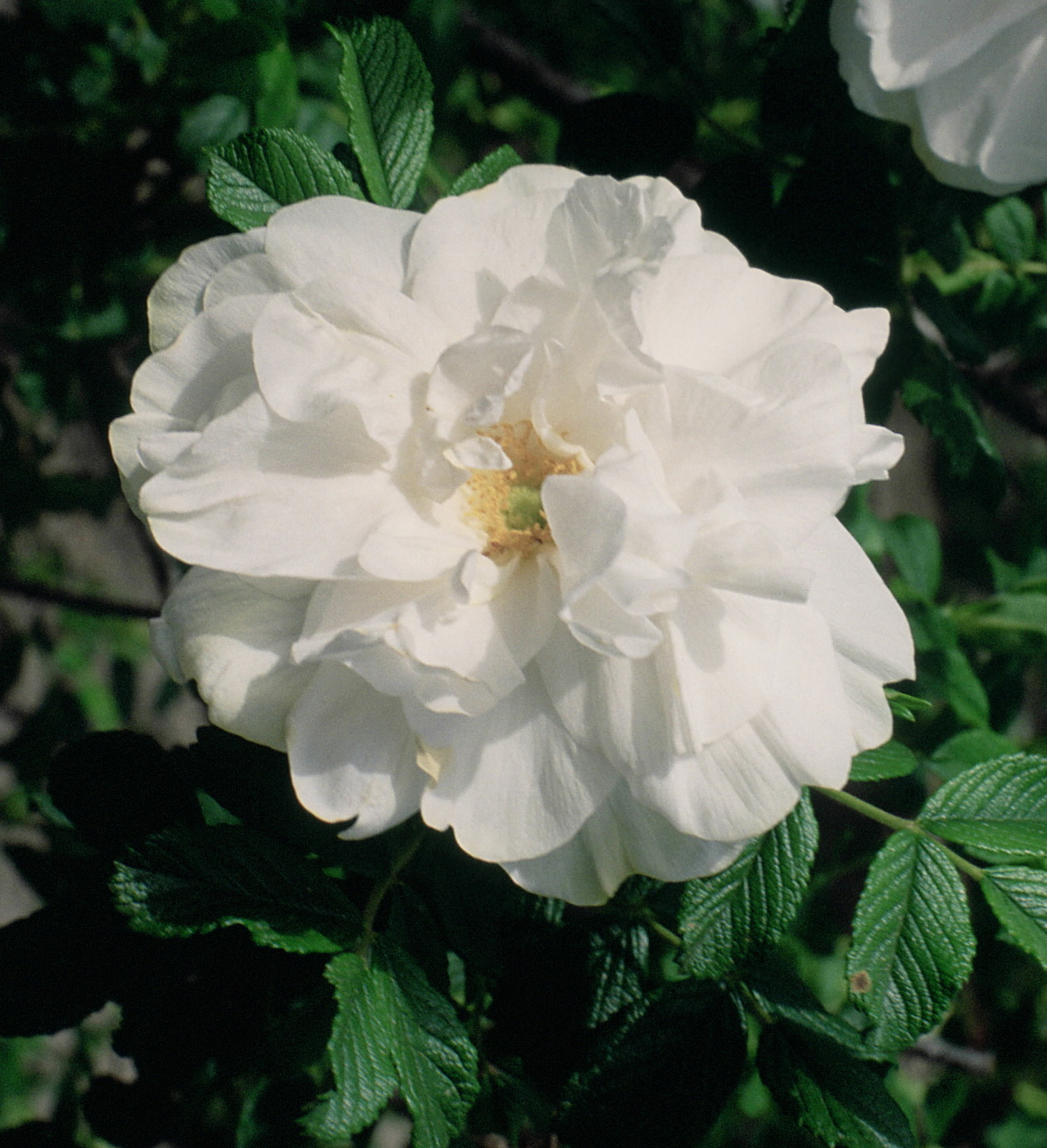
'Blanc Double de Coubert' (Cochet-Cochet, 1892)
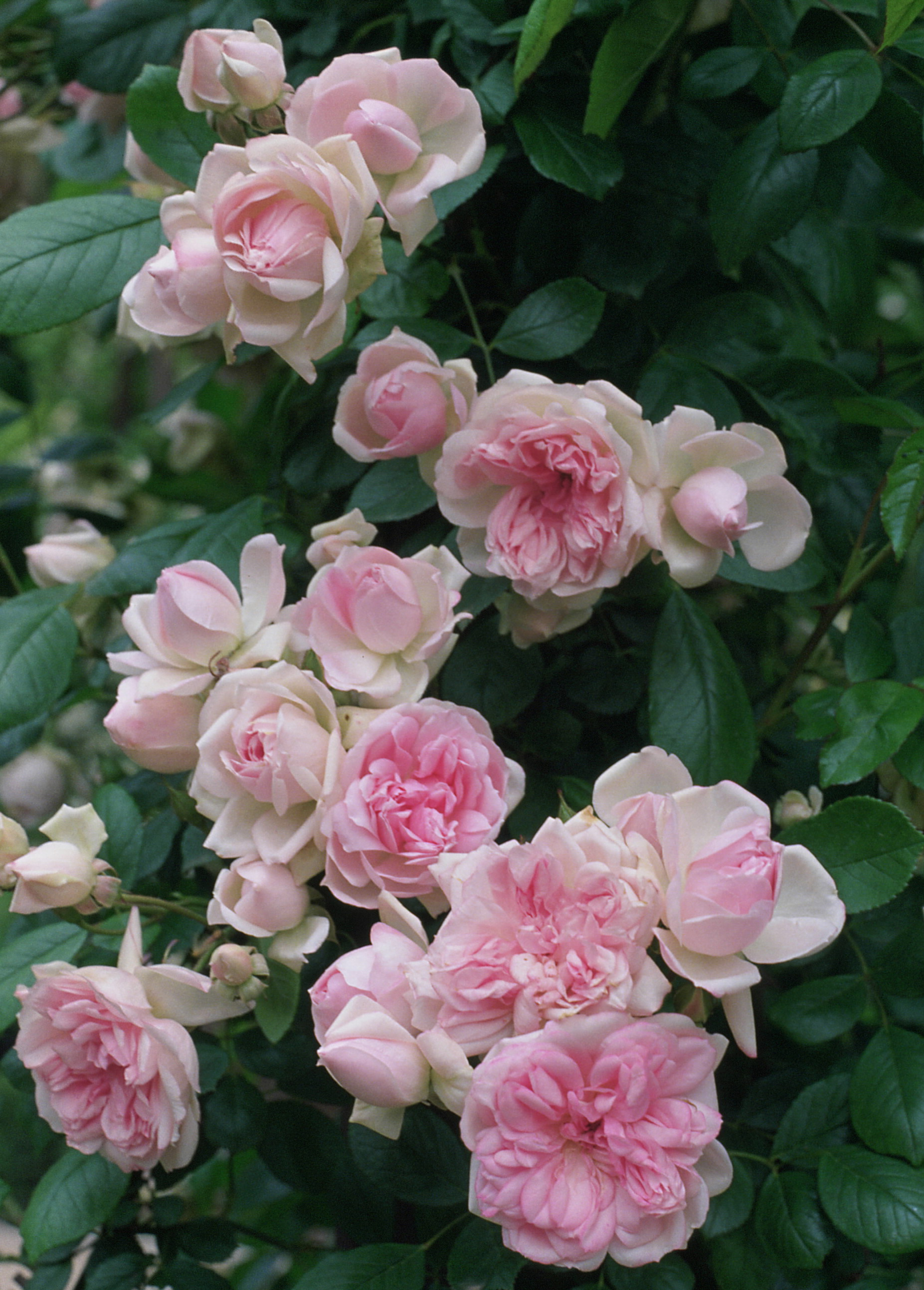
'Toresky, Cl.' (Bofill, voor 1955)
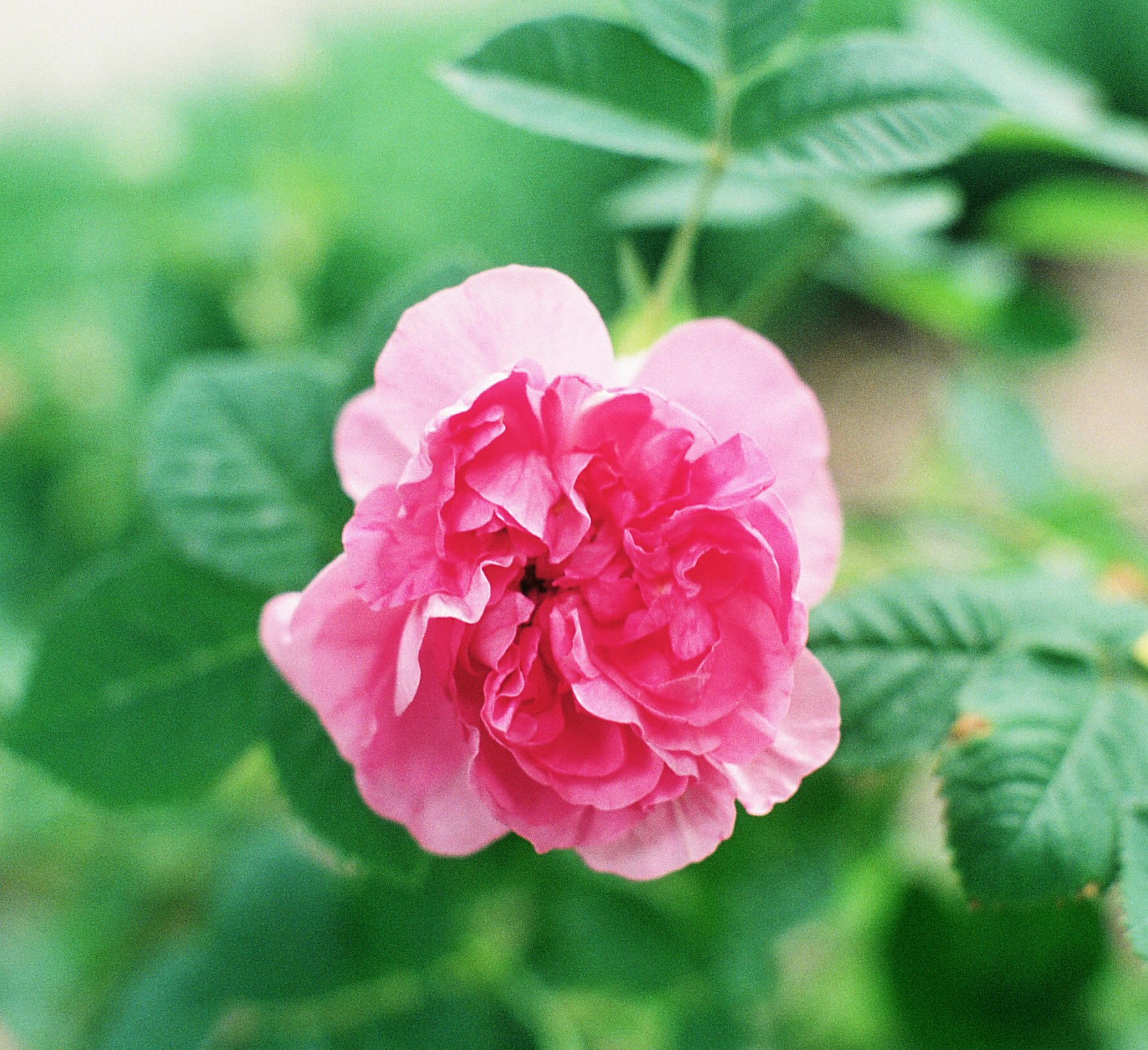
'Empress Josephine' (Descemet, voor 1815)
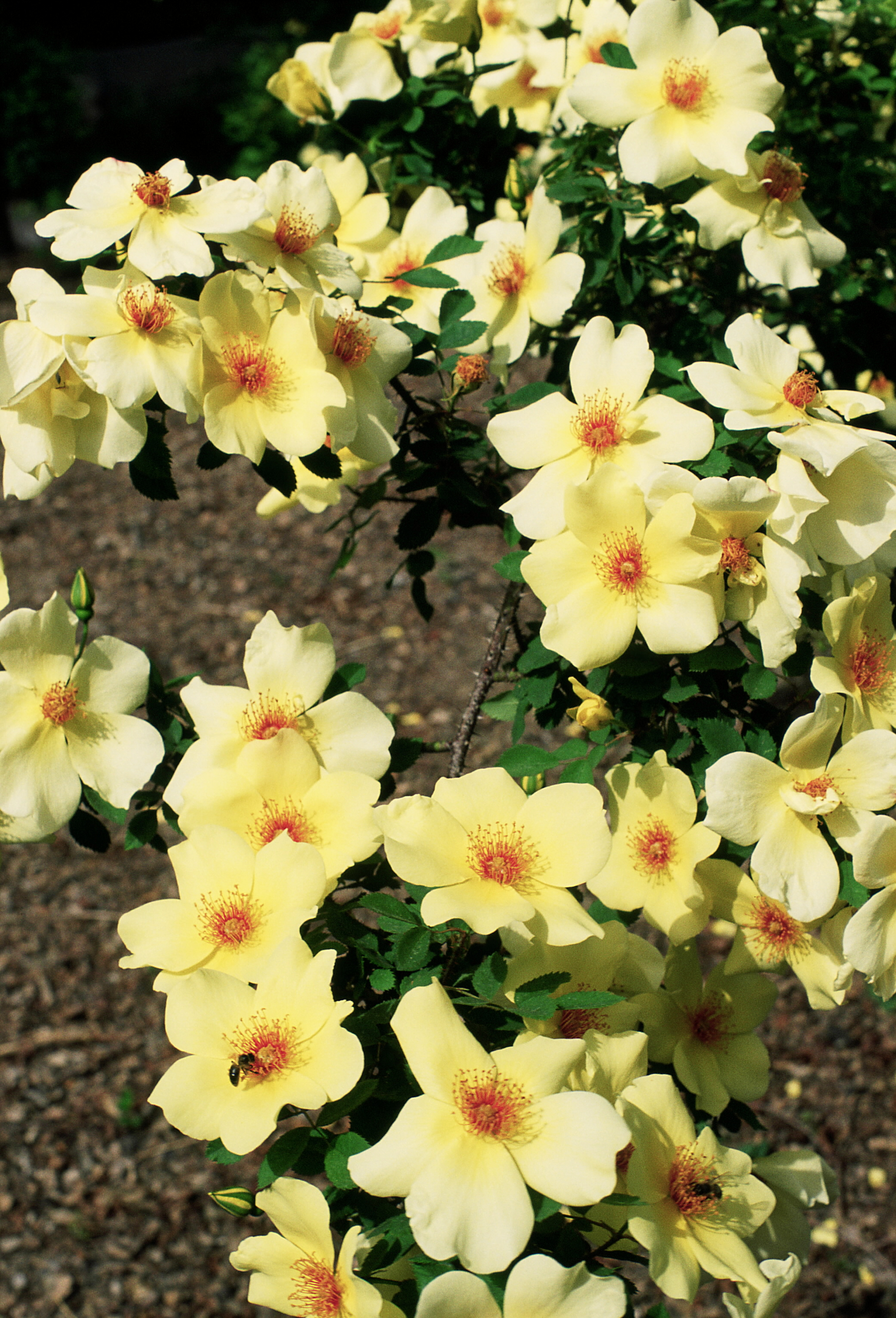
'Fruhlingsgold' (Kordes, 1937)
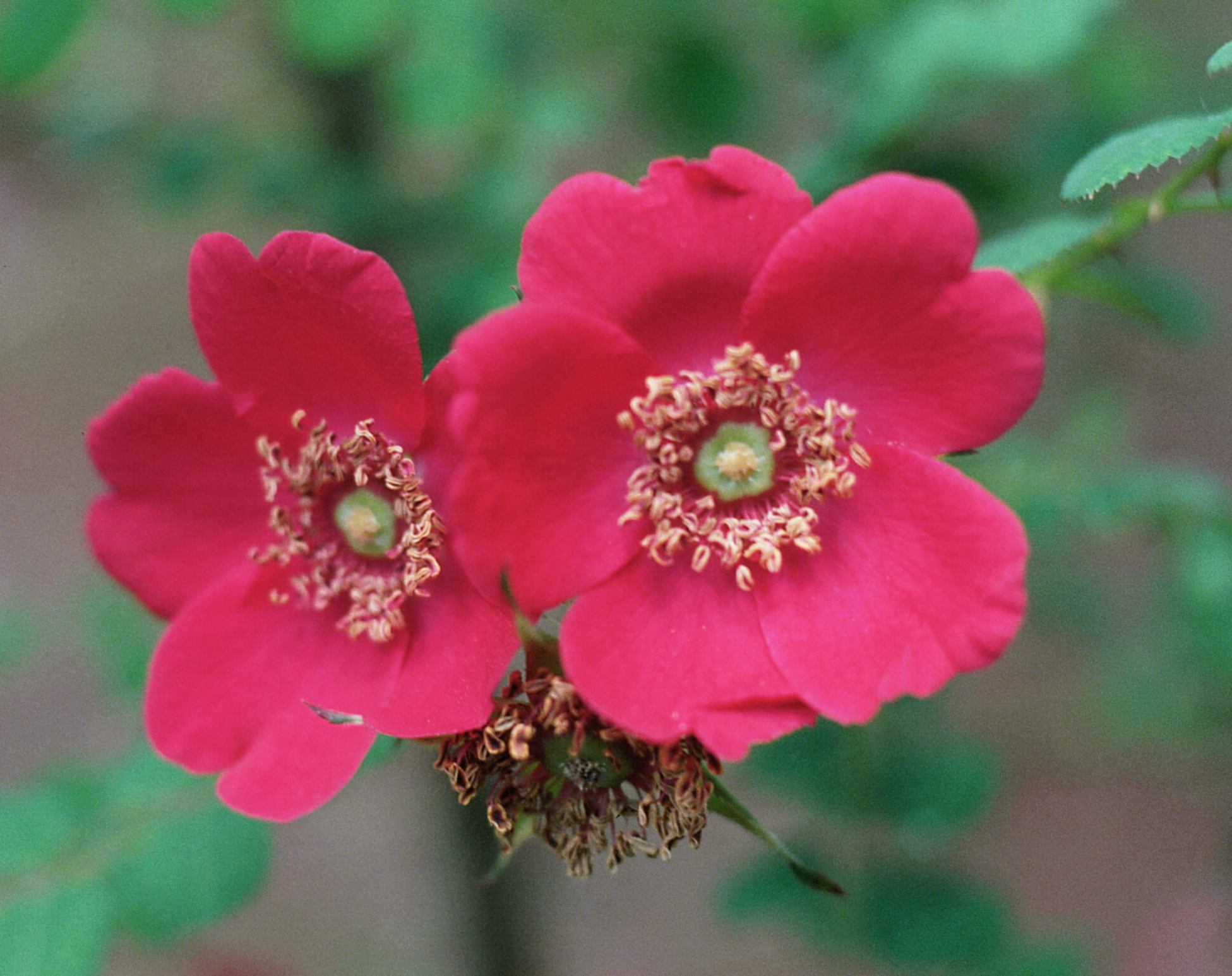
'Geranium' (onbekend, 1938)
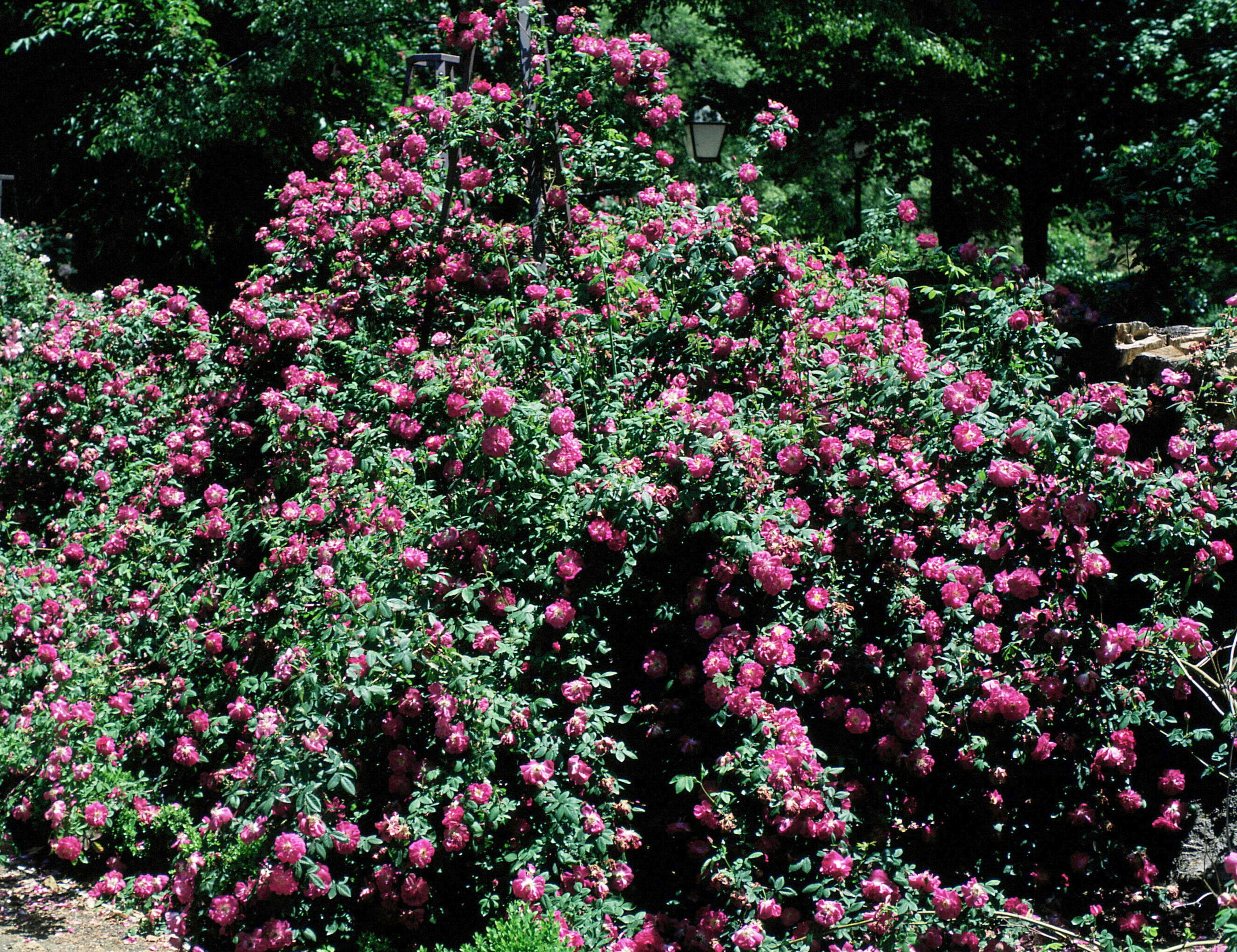
'Amadis' (Laffay, voor 1826)
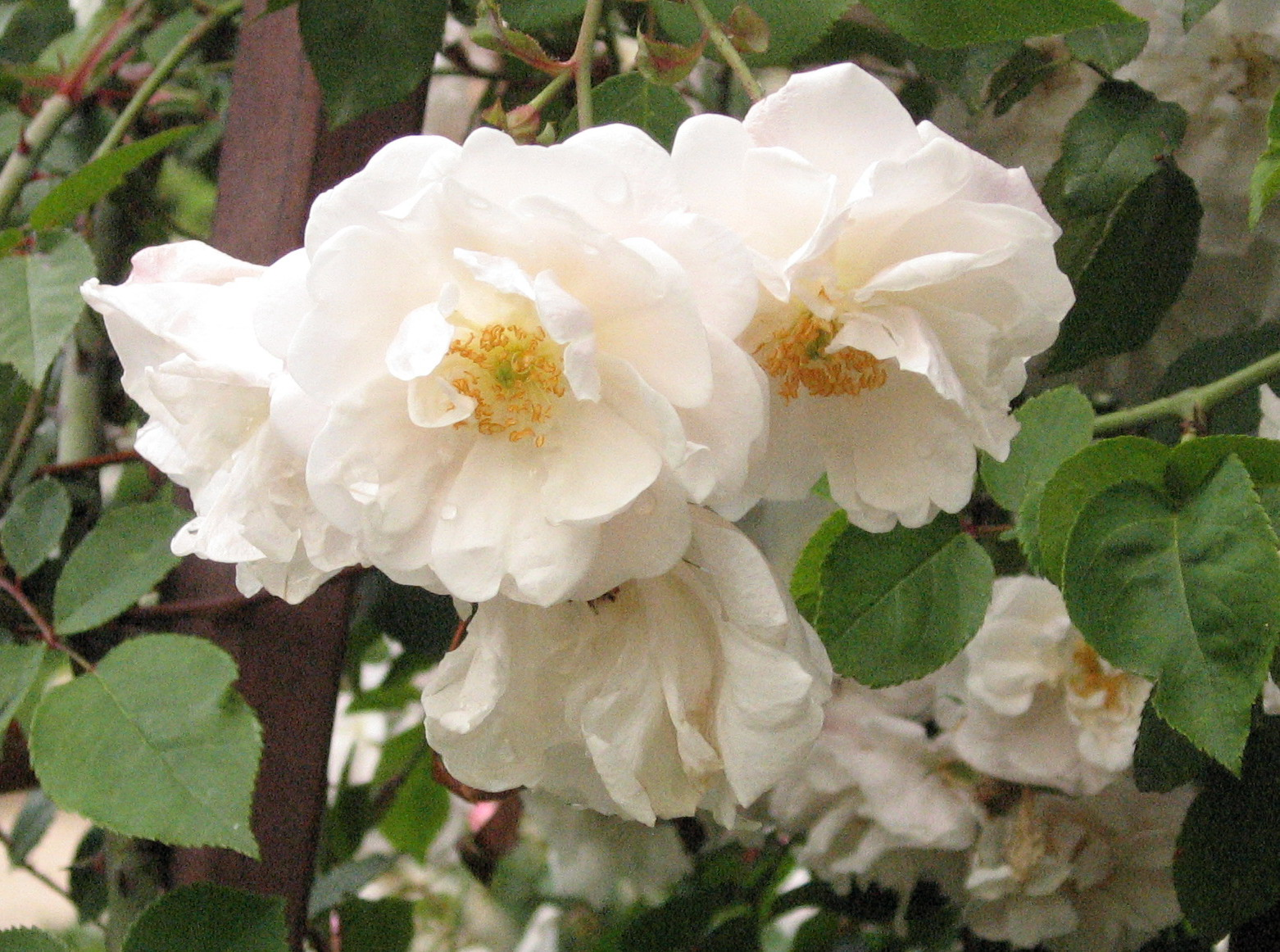
'Adélaïde d'Orléans' [Jacques, 1825)
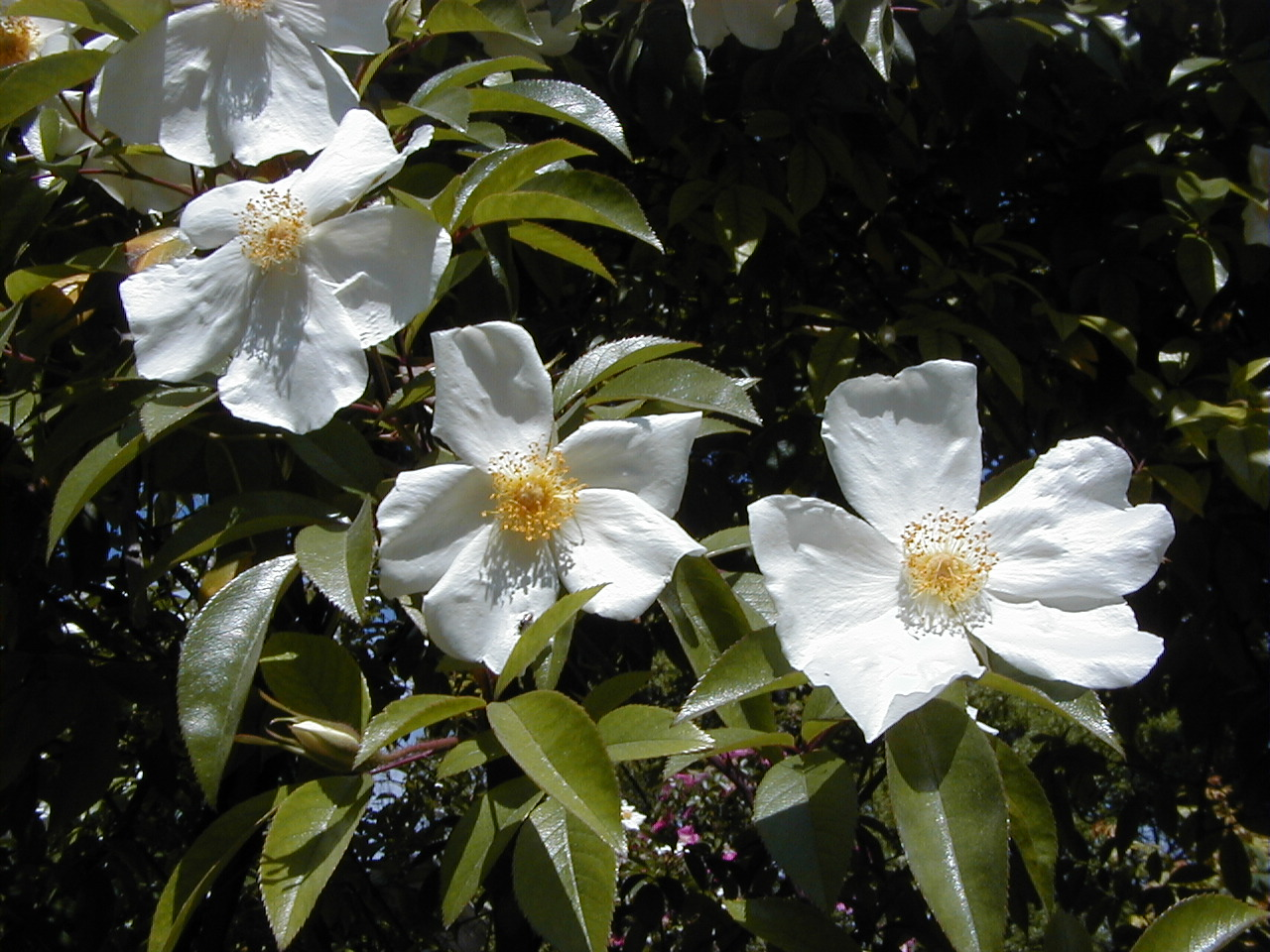
'Cooper's Burmese' (onbekend)
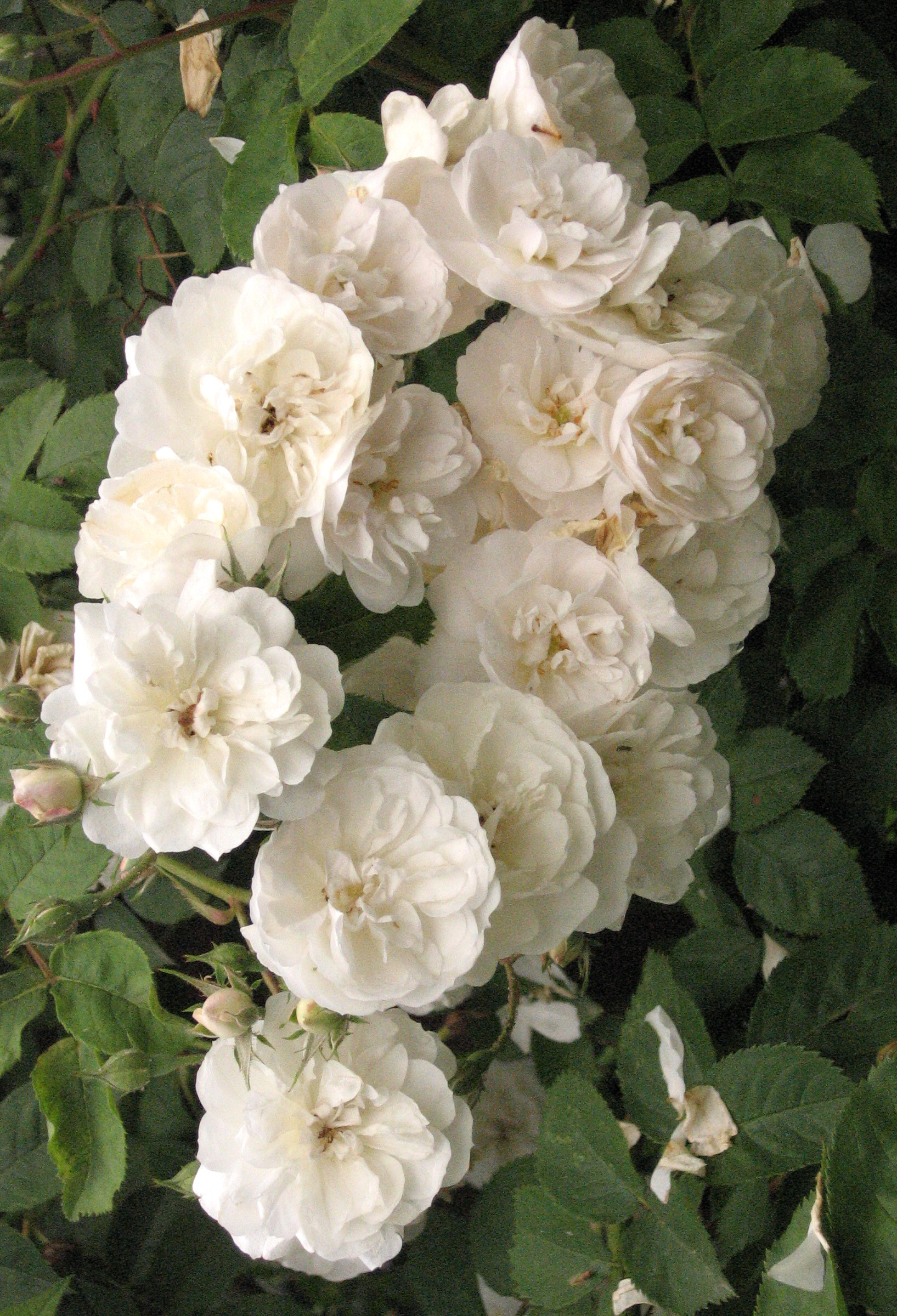
'Dundee Rambler' (Martin, voor 1836)
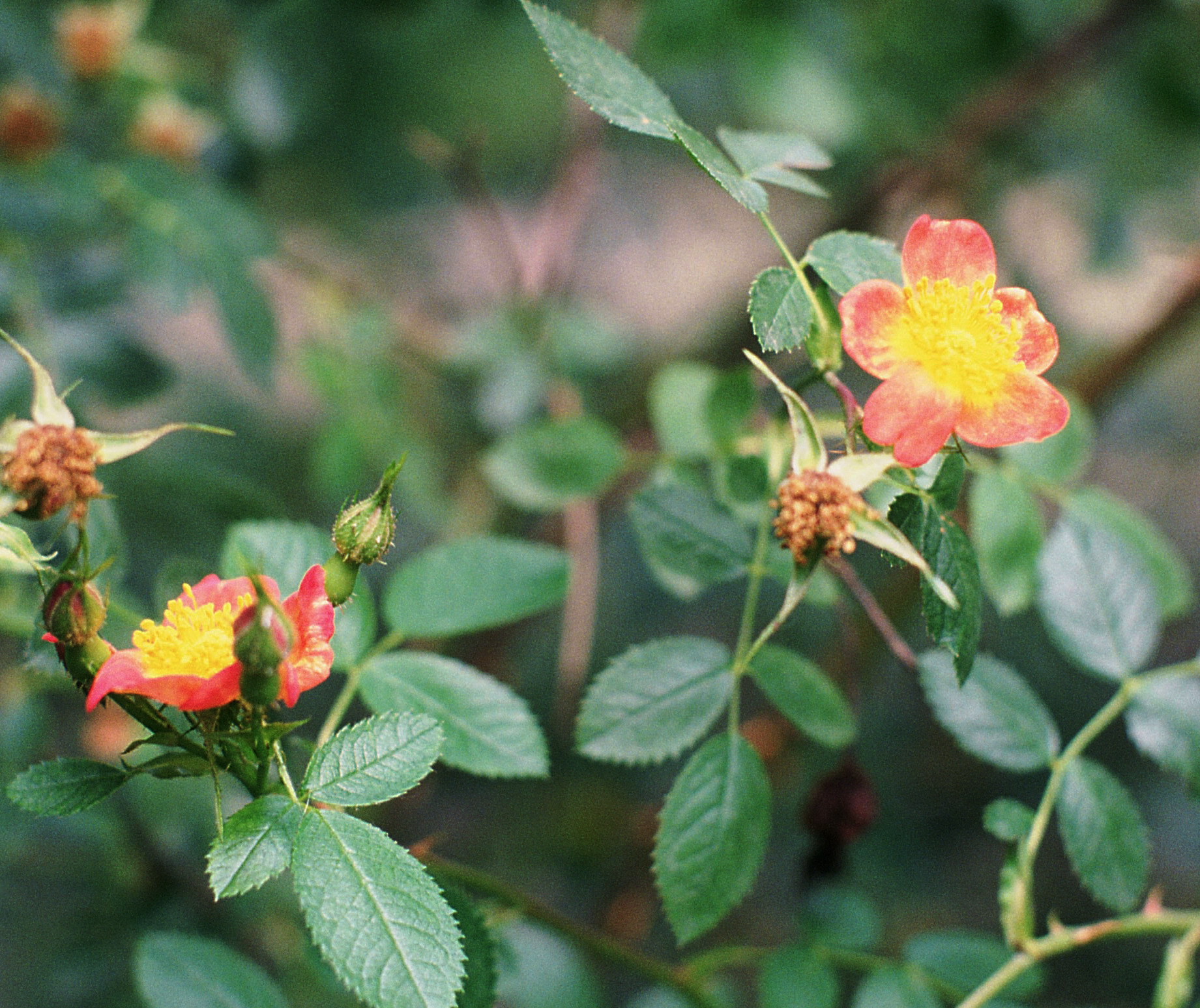
'Lady Penzance' (Penzance, 1894)
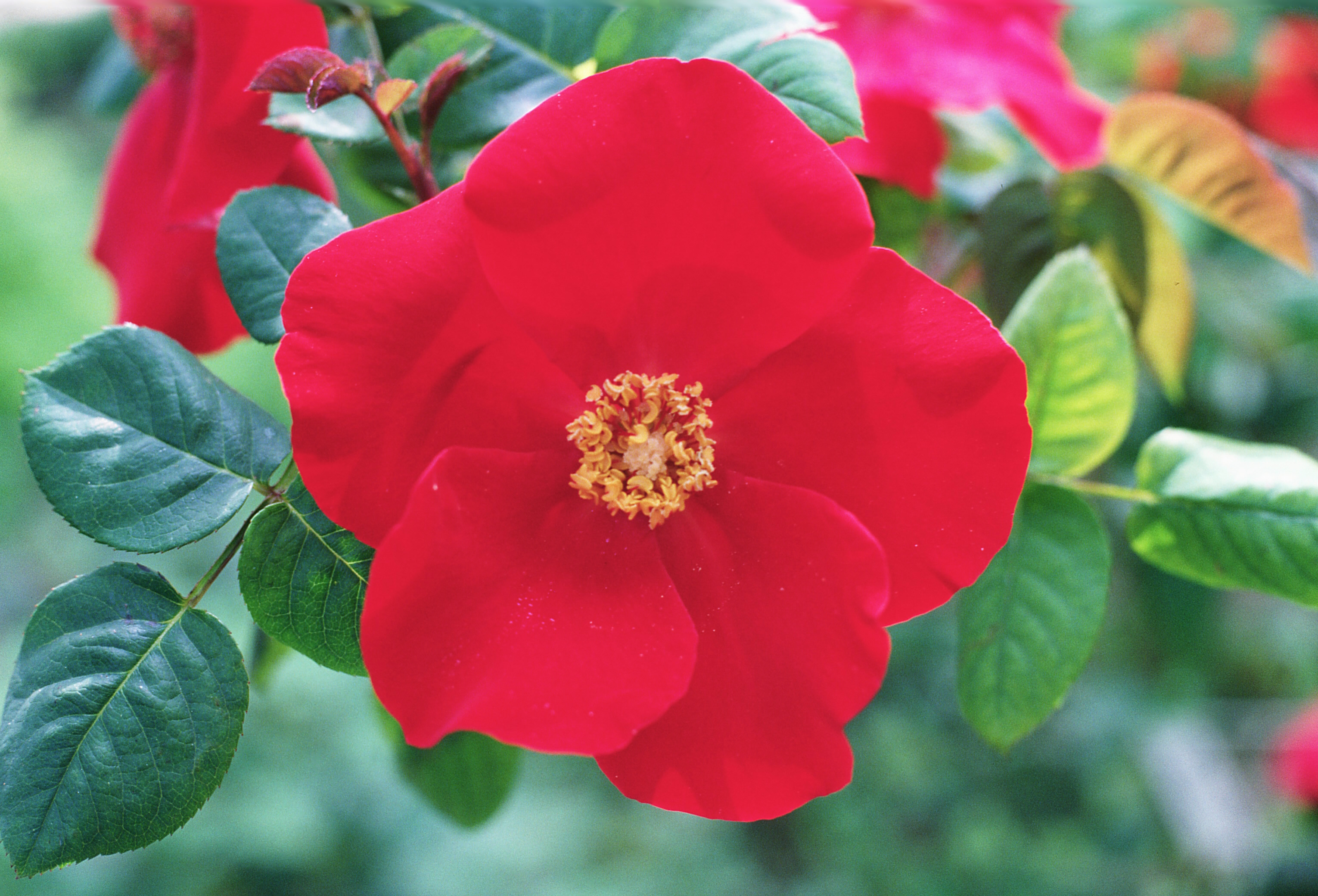
'Scharlachglut' (Kordes, 1952)
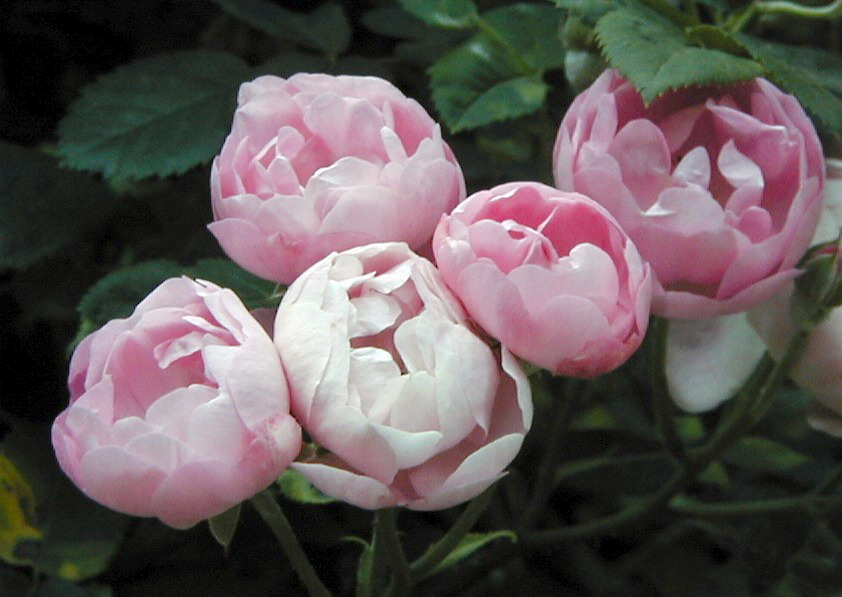
'Raubritter' (Kordes, voor 1936)
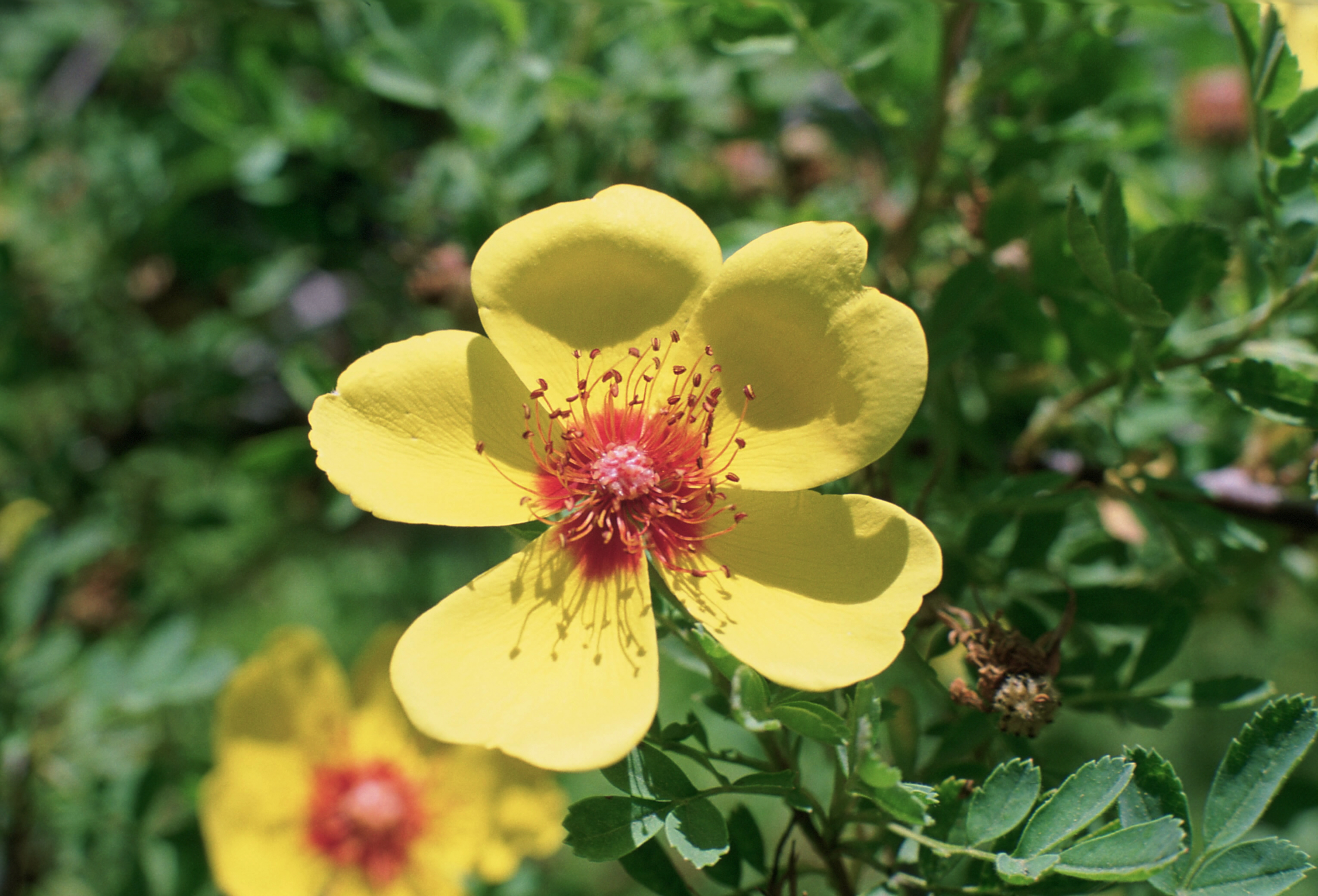
Rosa x Hulthemosa hardii
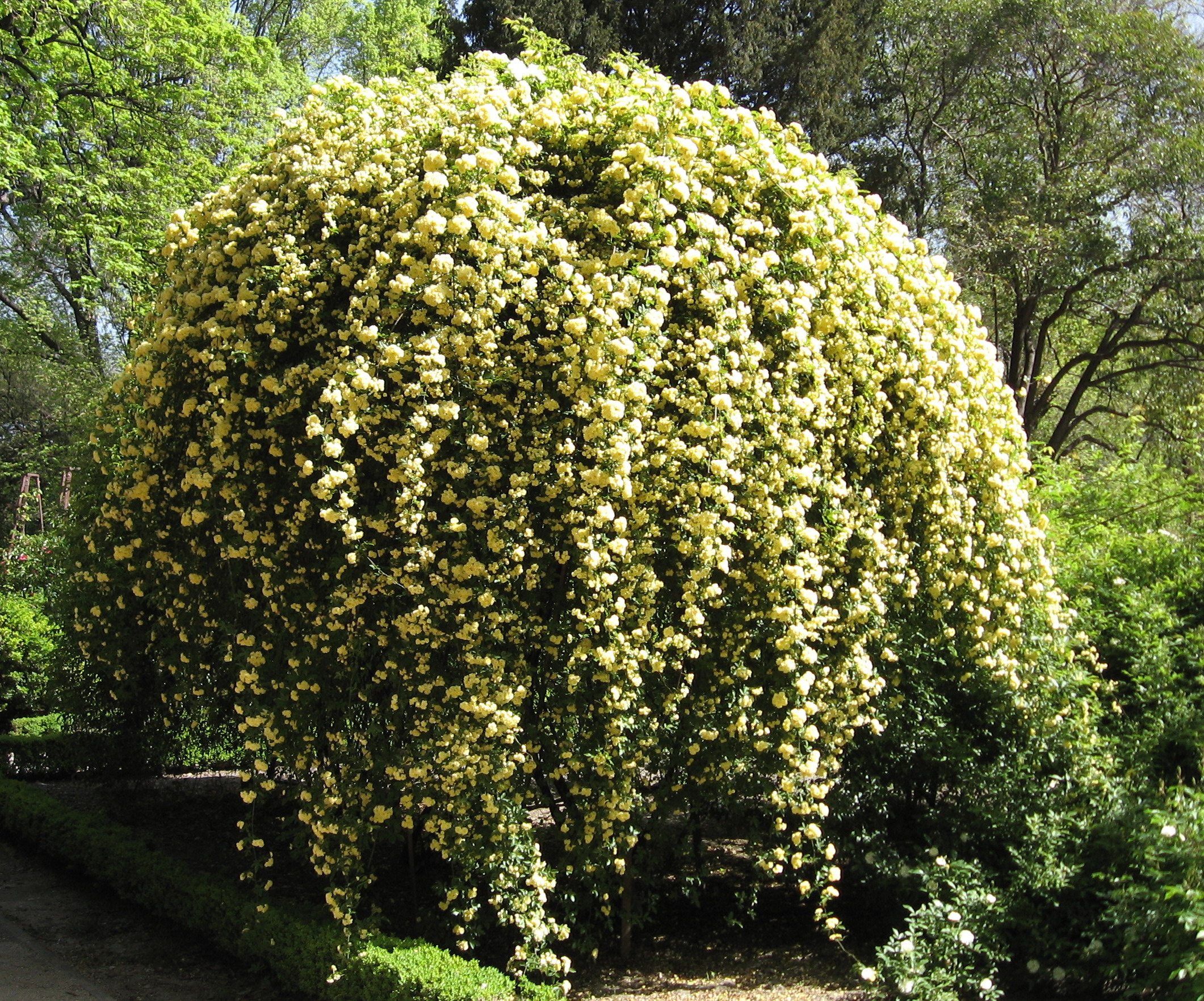
R. banksiae 'Lutea'
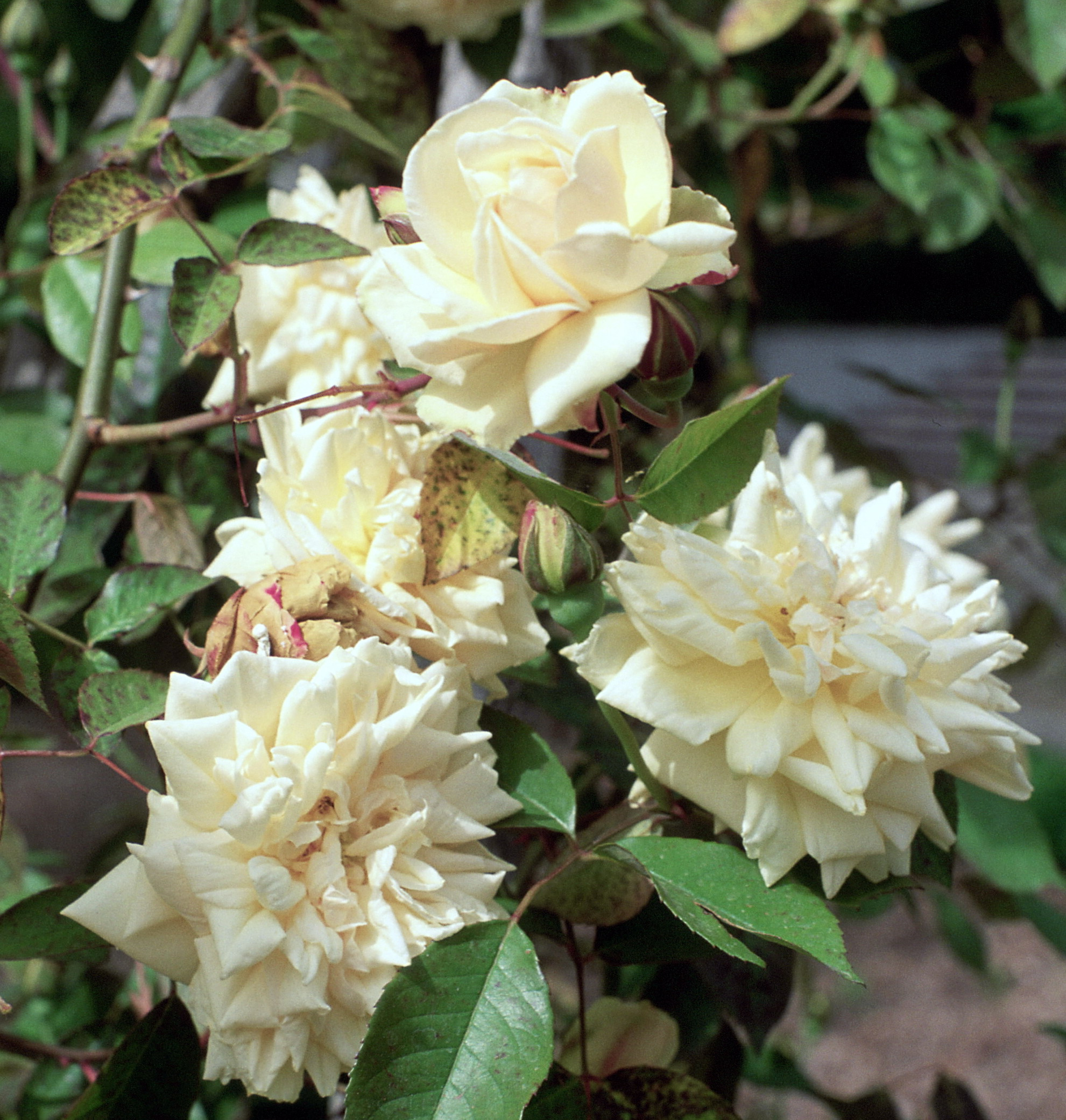
'Rêve d'Or' (Ducher, 1869)
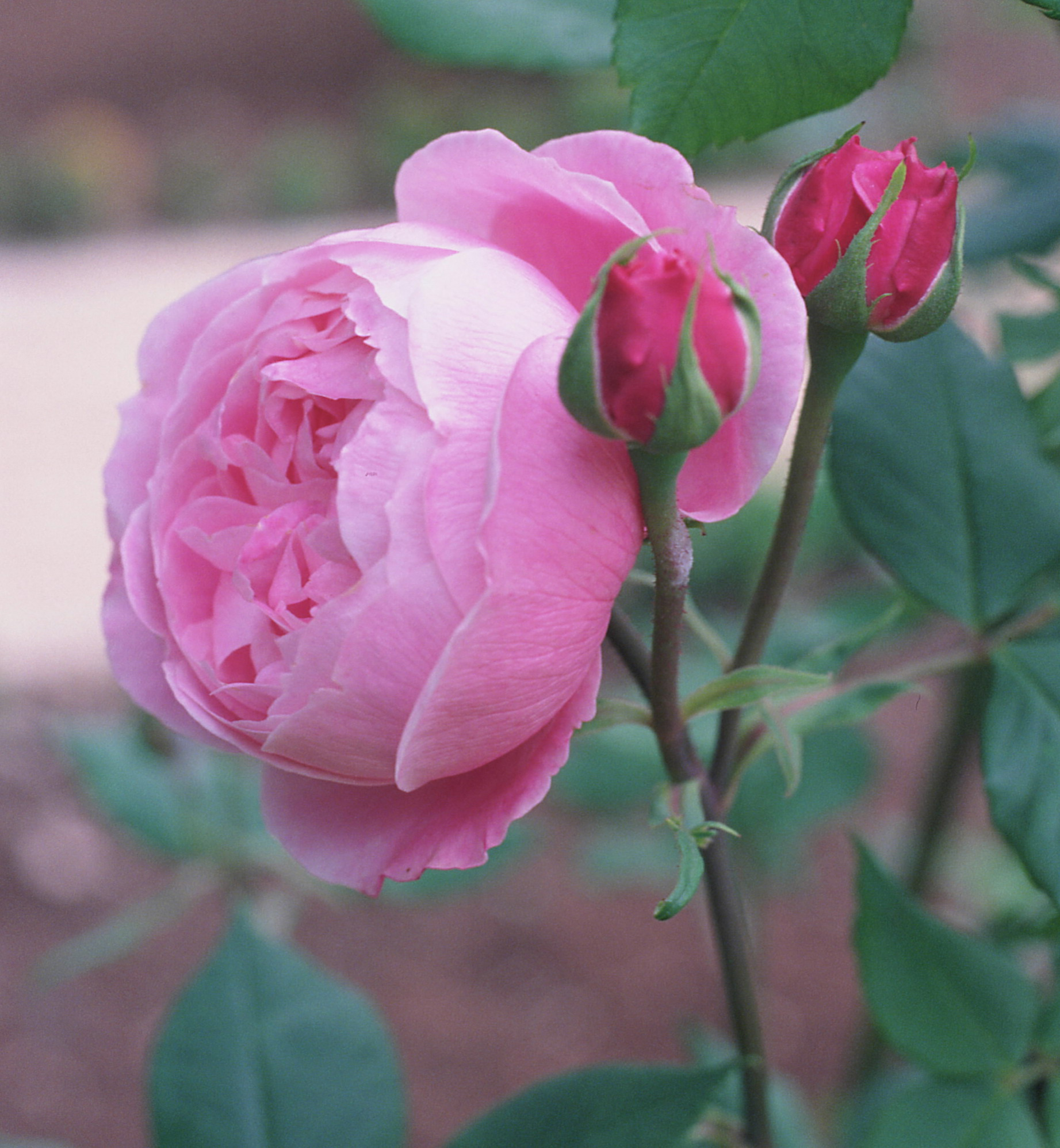
'La Reine Victoria' (Schwartz, 1872)
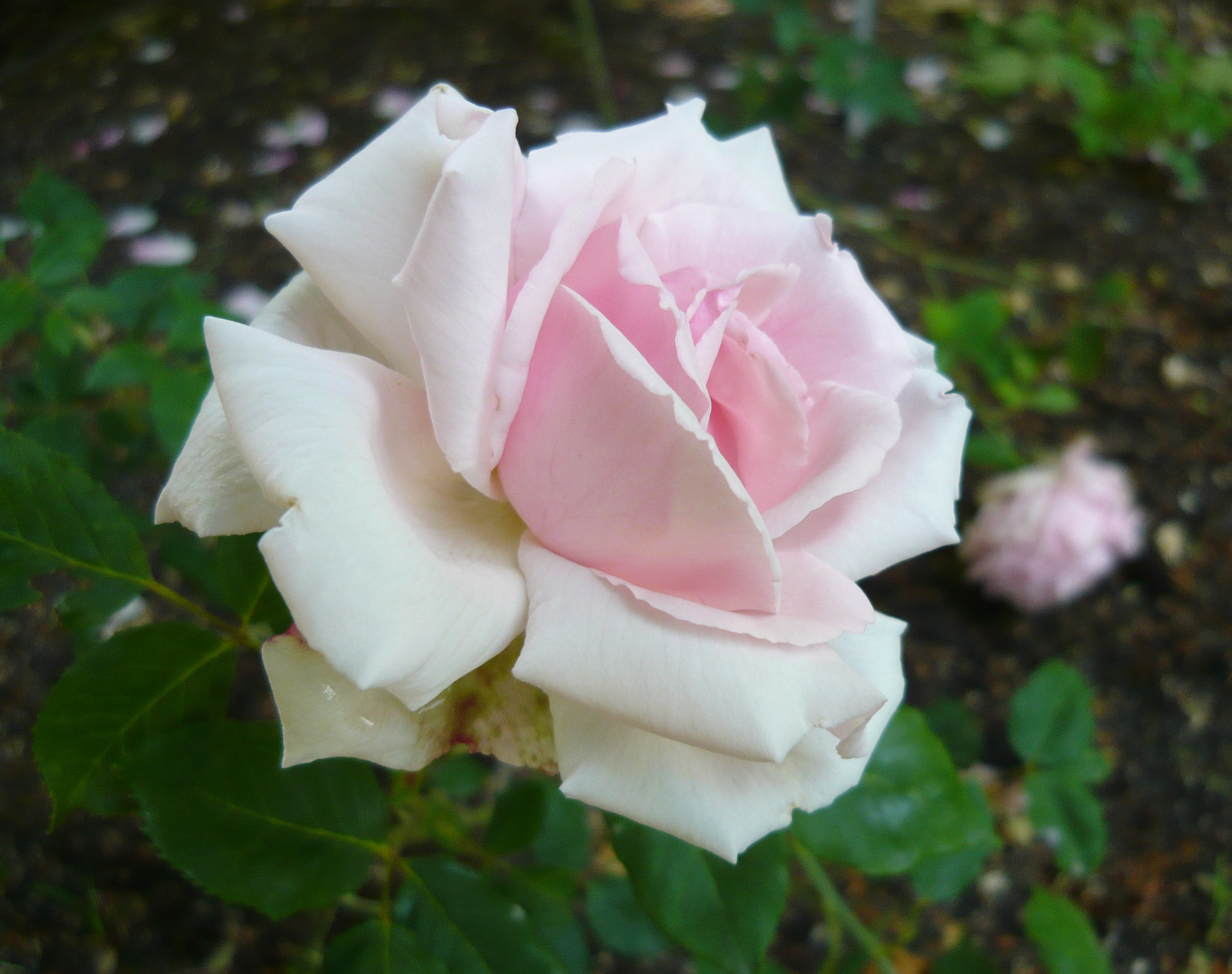
'Blairi No. 1' (Blair, 1830)
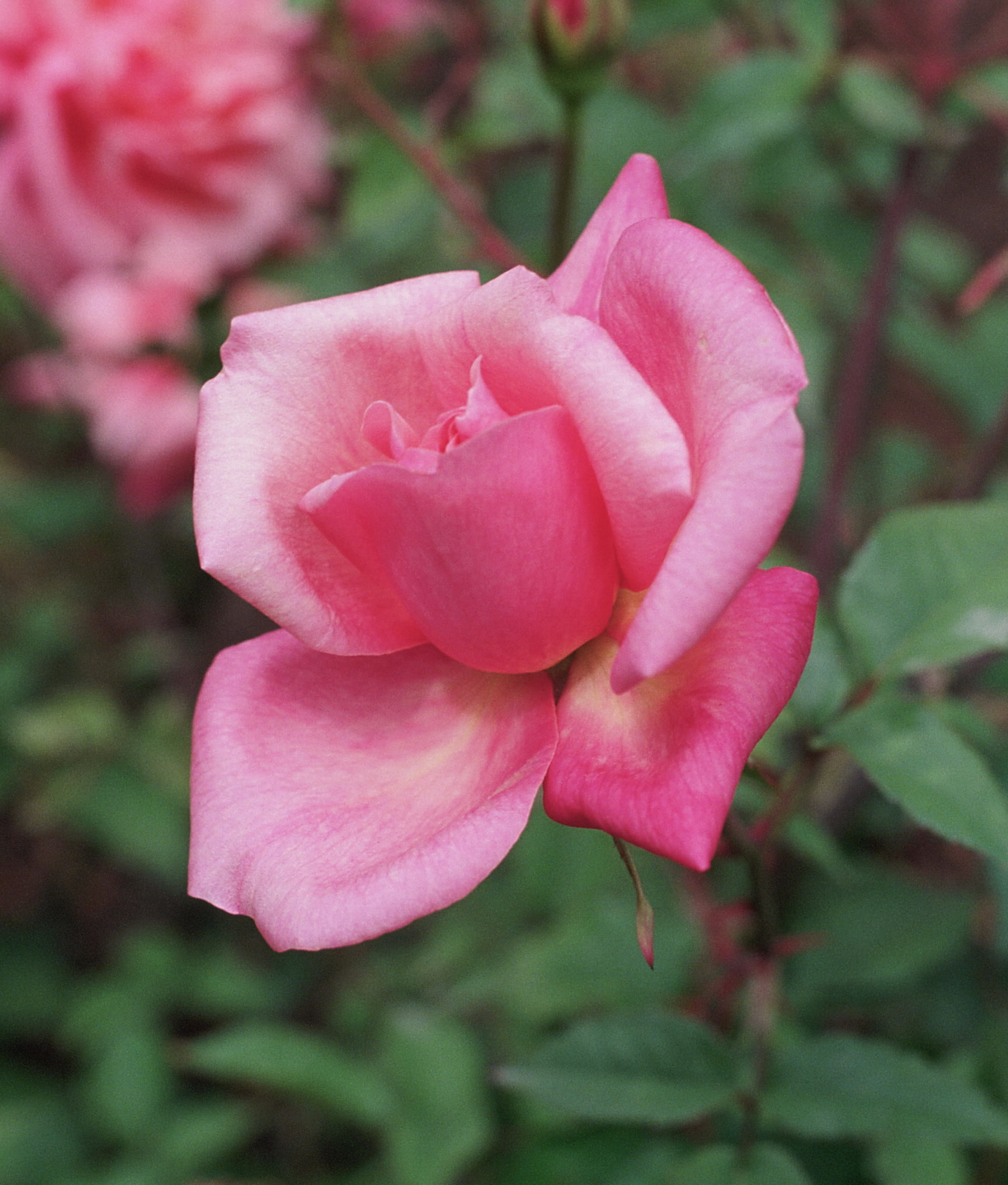
'Le Vésuve' (Laffay, 1825)
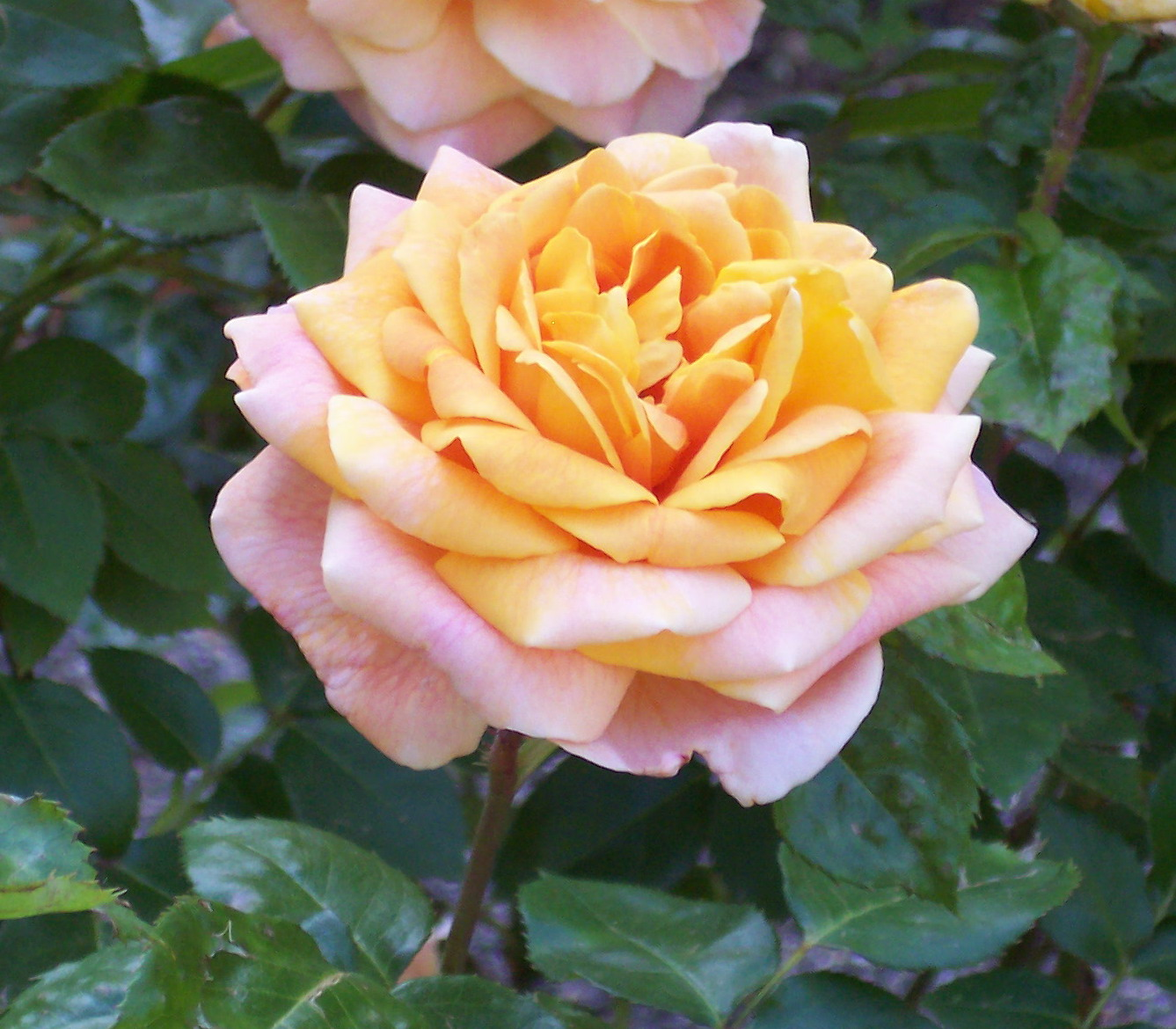
'Mevrouw G.A. van Rossem' (Van Rossem, voor 1926)
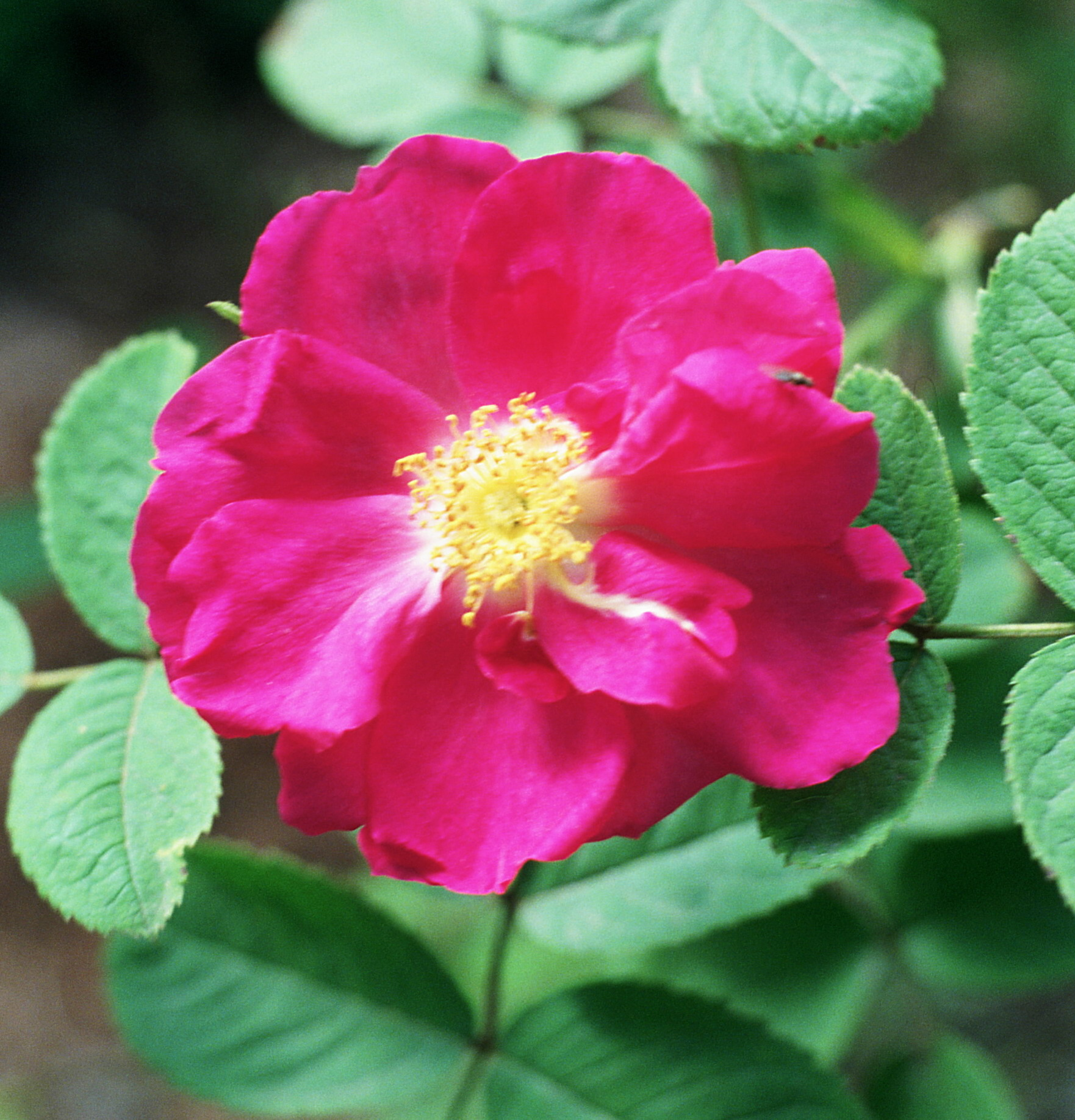
'Portlandica' (onbekend, voor 1775)
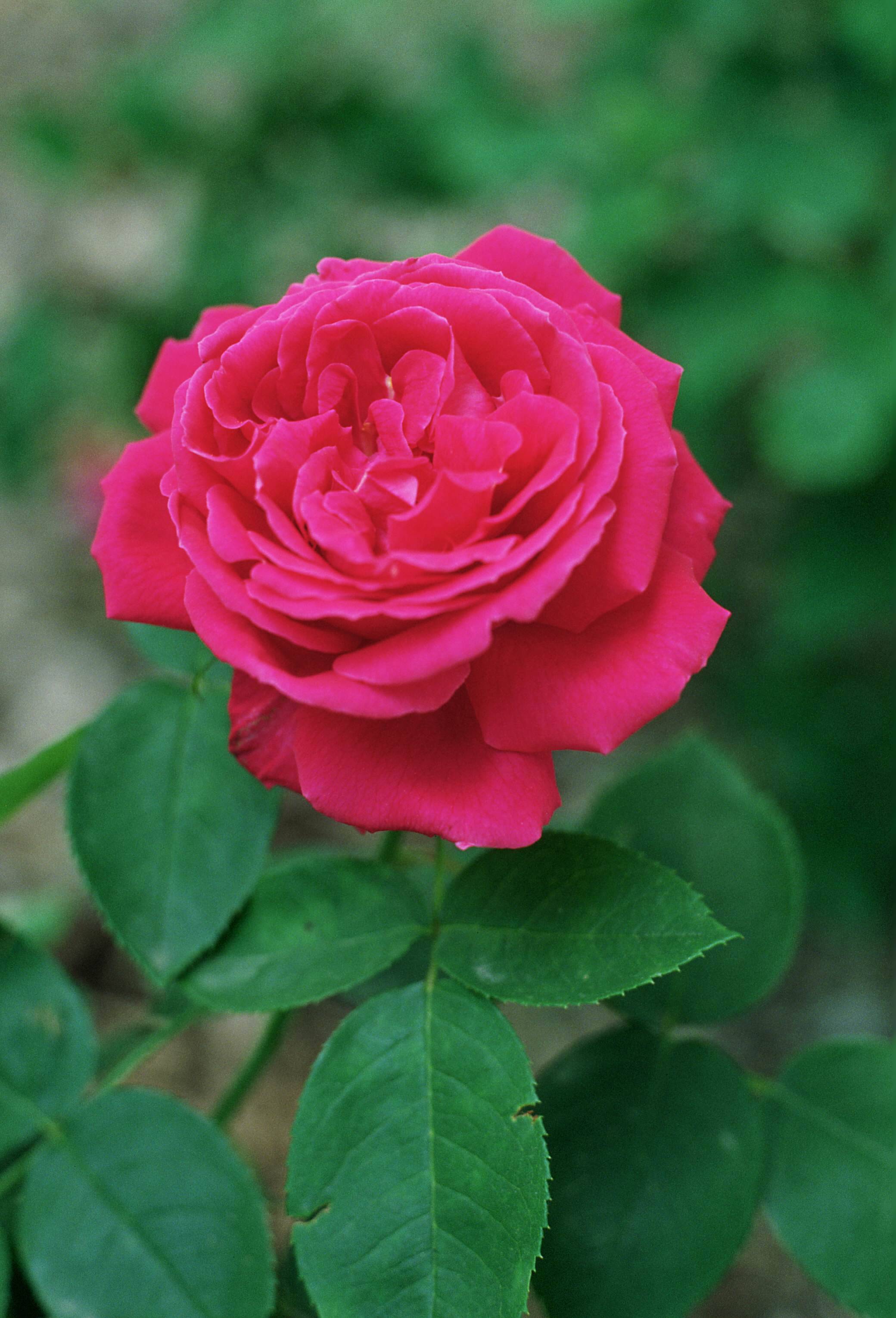
'Tom Wood' (Dickson, 1896)